# ウィーン・フォルクスオーパー
ウィーン・フォルクスオーパー (Volksoper Wien) は、オーストリア・ウィーン9区（アルザーグルント）にある歌劇場。ウィーンにおいては国立歌劇場に次いで2番目に大きな歌劇場であり、着席1,473人・立席102人を収容する。オペラの他、オペレッタ・ミュージカル・バレエ公演やコンサートなどの会場としても使用され、毎年9月から6月までのシーズン中に約300公演を開催する。劇場名の「Volksoper」とは「大衆オペラ座」のような意味である。ウィーン国立バレエ団の本拠地でもある。

## 歴史

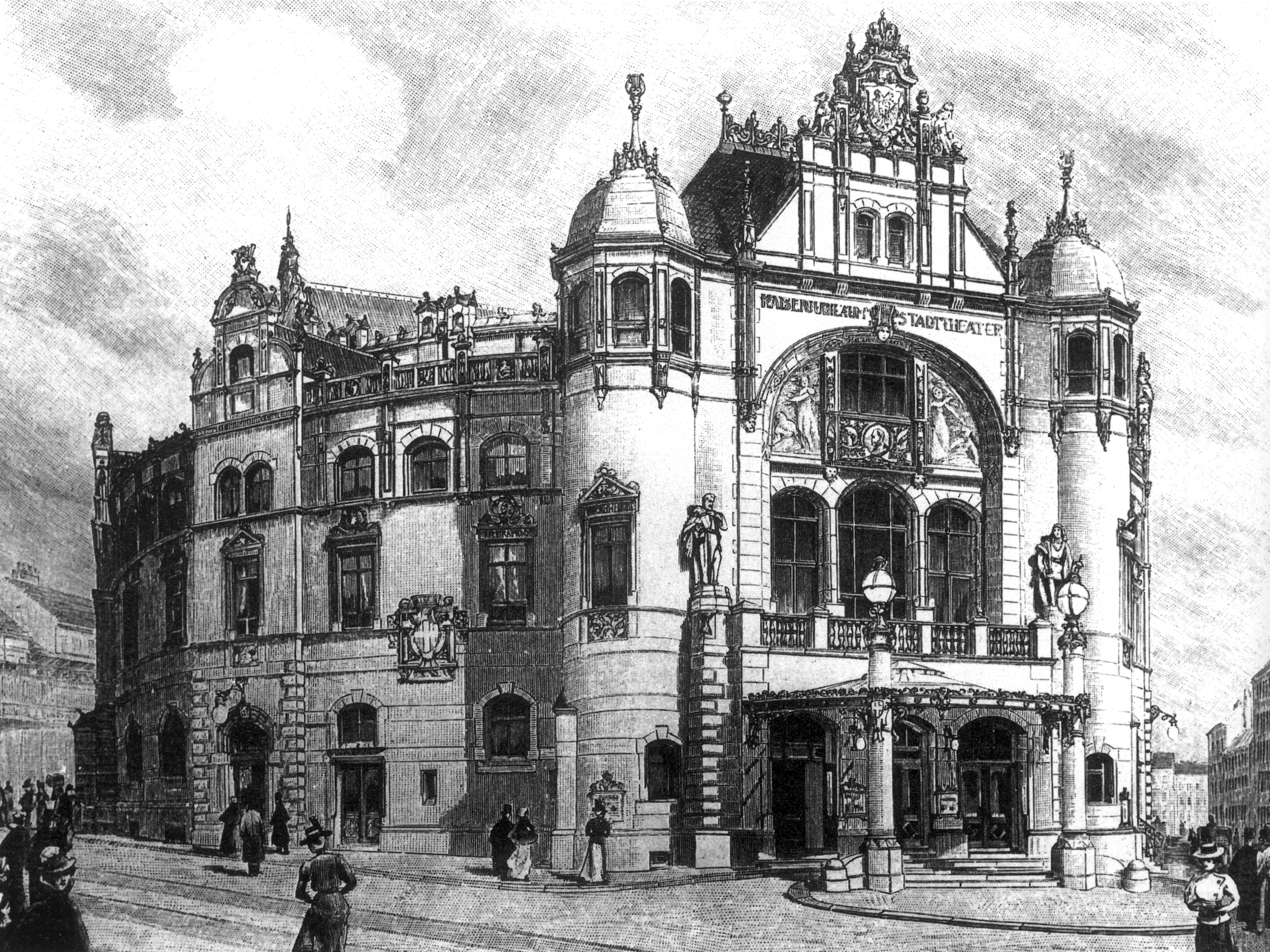
開館当時の様子を描いた木版画

1898年、時の皇帝フランツ・ヨーゼフ1世の即位50周年を記念し、「Kaiser-Jubiläums-Stadttheater」（カイザー・ユビロイムス・シュタットテアター、「皇帝記念都市劇場」の意）として建築家のフランツ・フォン・クラウスとアレクサンダー・グラフによって建設され、同年12月14日に開館した。当時は演劇を専門に上演する劇場であったが、1903年よりオペラの上演もされるようになり、1905年には劇場名を「Kaiserjubiläums-Stadttheater Volksoper」と改称。1908年からは「Volksoper」となった。
1906年にはアレクサンダー・フォン・ツェムリンスキーが初代首席指揮者に就任。1907年に『トスカ』、1910年に『サロメ』が初めて上演され、世界的に有名な歌手であるマリア・イェリッツァやリヒャルト・タウバーらが出演した。
第一次世界大戦の時代、フォルクスオーパーはウィーン第2の歌劇場としての地位を守っていたが、1928年に経営が立ち行かなくなり倒産、翌1929年からはオペレッタを主な演目とするようになった。1938年、ウィーン市がフォルクスオーパーを買収し、劇場名を「Städtische Wiener Volksoper」（市立ウィーンフォルクスオーパー）と改称、さらに後に「Opernhaus der Stadt Wien」（ウィーン市オペラハウス）となった。第二次世界大戦の終盤の数か月間は、フォルクスオーパーは市内で2番目に大きな1,550席の映画館として使われていた。これは1944年9月から市内のすべての劇場が公演を禁止されており、また市内の映画館のいくつかが空襲で被害を受けていたことによるものである。
終戦後、フォルクスオーパーはアン・デア・ウィーン劇場とともに、空襲で壊滅的な打撃を受けた国立歌劇場の代替の役割をしばらく担っていた。1955年に国立歌劇場が再オープンしてからは、再びオペラやオペレッタ・ミュージカルなどの公演に復帰したが、1991年9月からはまたも国立歌劇場に属する形となり、演目はそれぞれ独自のものを上演していたものの、出演の歌手などは両方の劇場に所属するという状態になっていた。1996年からは、独立路線に回帰した。
フォルクスオーパーで上演された演目としては、フランツ・レハールの『メリー・ウィドウ』『ルクセンブルク伯爵』、ヨハン・シュトラウス2世の『ジプシー男爵』『こうもり』といったオペレッタ作品、『カルメン』『トゥーランドット』『ニュルンベルクのマイスタージンガー』などのオペラ作品、また『ラ・カージュ・オ・フォール』『サウンド・オブ・ミュージック』などのミュージカル作品や舞踏公演がある。

## 交通
- ウィーン地下鉄 U6線 Währinger Straße-Volksoper駅下車
- 市電 40／41／42
- バス 40A